# Henri-Joseph Redouté

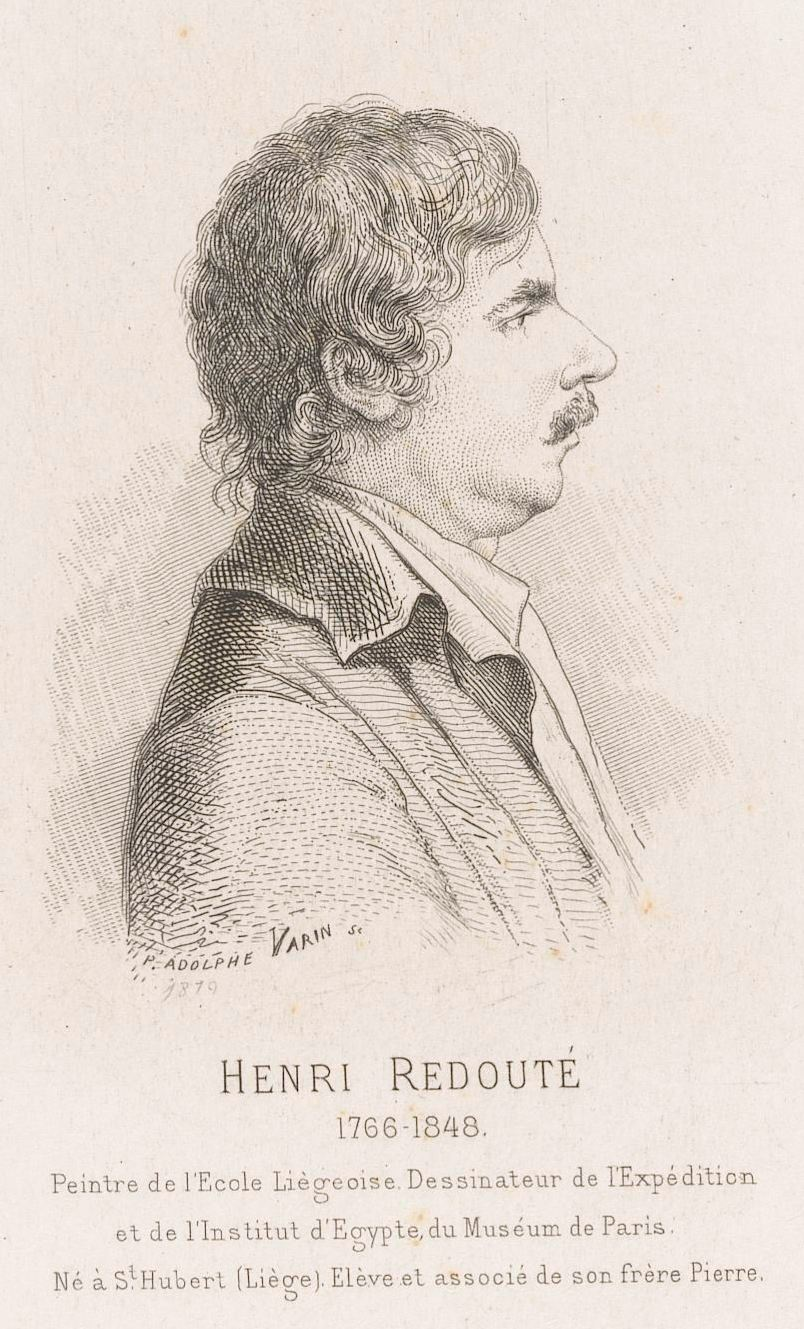
Henri-Joseph Redouté

Henri-Joseph Redouté (Saint-Hubert, 25 mei 1766 – Parijs, 12 januari 1852) was een Zuid-Nederlands tekenaar die in Parijs carrière maakte en deelnam aan de Egyptische campagne van Napoleon Bonaparte.

## Leven
Hij werd geboren in de Belgische Ardennen als zoon van de schilder Charles-Joseph Redouté. Hij had twee zussen, Jeanne-Marie en Anne-Marie, en twee broers, Antoine-Ferdinand (°1756) en Pierre-Joseph (°1759). Na de dood van zijn vader in 1776 vestigde Redouté zich bij zijn broers in Parijs, waar hij van Pierre-Joseph, de rozenschilder, naturalistisch leerde tekenen en schilderen. Hij legde zich vooral toe op planten en bloemen. Het Muséum d'histoire naturelle nam hem in dienst en hij kreeg ook opdrachten van botanische tuinen. In 1798 schetste hij de collectie van keizerin Joséphine de Beauharnais.
Datzelfde jaar vertrok Redouté met de Expeditie van Napoleon naar Egypte. Hij maakte er afbeeldingen van de vissen in de Nijl en werkte mee aan de Description de l'Égypte, waarvoor hij elf platen en honderd figuren leverde. Op 17 november 1801 ontscheepte hij in Marseille. Hij keerde terug naar Parijs en bracht er de rest van zijn leven door.
In 1822 werd Redouté met zijn broer Pierre-Joseph toegelaten tot de Société libre d'émulation van Luik. Hij overleed op 86-jarige leeftijd.

## Geschriften
De notitieboekjes van Redouté worden sinds 1993 bewaard in de Bibliothèque de l'Arsenal onder de titel Journal historique d'observations et de recherches faites en Égypte à la suite de l'expédition de l'armée française par H. J. Redouté membre de l'Institut d'Égypte. Ze beslaan de periode 1798-1801.